# IC 1534
IC 1534 је лентикуларна галаксија у сазвјежђу Андромеда која се налази на листи објеката дубоког неба у Индекс каталогу.
Деклинација објекта је + 48° 9' 7" а ректасцензија 0h 13m 45,4s. Привидна величина (магнитуда) објекта IC 1534 износи 14,3 а фотографска магнитуда 15,3. IC 1534 је још познат и под ознакама UGC 125, MCG 8-1-28, CGCG 549-25, 5ZW 6, NPM1G +47.0006, PGC 910.